# Phathizwe Sacolo
Phathizwe Sacolo (Johannesburg, 6 november 1991) is een Zuid-Afrikaans voormalig voetballer die bij voorkeur als middenvelder of vleugelaanvaller speelde. In 2018 beëindigde hij zijn carrière bij Mbabane Swallows.